# Extreme Makeover: Home Edition
Extreme Makeover: Home Edition è un docu-reality statunitense, andato in onda dal 2003 al 2012 su ABC, nel 2020 su HGTV e dal 2025 di nuovo su ABC. In Italia è stato trasmesso su Sky Vivo dal 28 novembre 2005 e in seguito su Sky Uno e HGTV.

## Format
(Frase pronunciata da Ty Pennington e dalla famiglia ad ogni fine episodio)

Logo del programma utilizzato dal 2003 al 2012.

La trasmissione segue l'attività di un team d'esperti progettisti, capitanati da Ty Pennington (conduttore del programma fino alla stagione 9) e di un'impresa edile che demolisce e ricostruisce la casa di una famiglia bisognosa. Il programma introduce la storia del nucleo familiare protagonista dell'episodio e segue i lavori e la vacanza dei familiari (concessa per il tempo della ricostruzione dell'abitazione).
La trasmissione è uno spin-off di Extreme Makeover ed è stata prodotta dal 2003 al 2012 su ABC fino alla cancellazione del programma. Il 16 febbraio 2020 HGTV ha annunciato che avrebbe riproposto il programma televisivo. Il 5 giugno 2023 viene annunciato un reboot del programma, trasmesso su ABC dal 9 gennaio 2025.

## Episodi
| Edizione            | Episodi | Prima TV USA | Prima TV Italia |
| ------------------- | ------- | ------------ | --------------- |
| Prima edizione      | 13      | 2003-2004    | 2005            |
| Seconda edizione    | 24      | 2004-2005    | 2006            |
| Terza edizione      | 27      | 2005-2006    | 2007            |
| Quarta edizione     | 25      | 2006-2007    | 2008            |
| Quinta edizione     | 25      | 2007-2008    | 2008            |
| Sesta edizione      | 25      | 2008-2009    | 2009            |
| Settima edizione    | 24      | 2009-2010    | 2010            |
| Ottava edizione     | 22      | 2010-2011    | 2011            |
| Nona edizione       | 13      | 2011-2012    | 2012            |
| Decima edizione     | 10      | 2020         | 2020            |
| Undicesima edizione | 8       | 2025         | inedita         |

## Cast
In ogni puntata viene scelto un team di progettisti fra i seguenti:
| Cast                 | Ruolo                   | Stagione    |
| -------------------- | ----------------------- | ----------- |
| Ty Pennington        | Team Leader/Carpentiere | 1-9         |
| Jesse Tyler Ferguson | Team Leader             | 10-presente |
| Kermit the Frog      | Team Leader/Carpentiere | un episodio |
| Paul DiMeo           | Carpentiere             | 1-9         |
| Carrie Locklyn       | Moda                    | 10-presente |
| Breagan Jane         | Carpentiere             | 10-presente |
| Darren Keefe         | Carpentiere             | 10-presente |
| Paige Hemmis         | Carpentiere             | 1-9         |
| Tracy Hutson         | Moda                    | 1-9         |
| Tanya McQueen        | Arredatrice d'interni   | 3-5         |
| Michael Moloney      | Arredatore d'interni    | 1-9         |
| Ed Sanders           | Carpentiere             | 2-9         |
| Preston Sharp        | Paesaggista             | 1-4         |
| Eduardo Xol          | Paesaggista             | 2-8         |
| John Littlefield     | Carpentiere             | 4-9         |
| Constance Ramos      | Architetto              | 1-3         |
| Rib Hillis           | Carpentiere             | 5-6         |
| Didiayer Snyder      | Designer                | 5-7         |
| Dawson Connor        | Paesaggista             | 1           |
| Alle Ghadban         | Architetto              | 1           |
| Daniel Kucan         | Arredatore d'interni    | 3           |
| Jillian Harris       | Arredatrice d'interni   | 8-9         |
| Xzibit               | Designer                | 7-9         |
| Leigh Anne Tuohy     | Designer                | 8           |
| Sabrina Soto         | Designer                | 9           |
| Jeff Dye             | Designer                | 9           |

## Premi
Il programma ha ricevuto diversi premi, tra cui due People's Choice Awards e due Emmy Awards, entrambi nelle stagioni 2005 e 2006, e il BMI TV Music Award vinto nelle stagioni 2005 e 2008.

## Controversie
Il programma è stato oggetto di critiche per diverse questioni, tra cui l'etica dei presentatori e autori dello show, la sua autenticità nel sostenere la causa e il fatto di lasciare alcune famiglie con un aumento delle rate del mutuo e delle tasse di proprietà a causa di valutazioni più elevate dei beni ricostruiti e di un peggioramento delle loro condizioni per la scarsa qualità dei materiali, portandole a dover vendere la casa.